# Земля Кайзера Вильгельма
Земля́ Ка́йзера Вильге́льма (нем. Kaiser-Wilhelmsland) — одна из составных частей колонии Германская Новая Гвинея. Включала в себя северо-восточную часть острова Новая Гвинея. Названа в честь германского кайзера Вильгельма I.
В 1884 году в Германии была основана Германская Новогвинейская компания, которая сразу же послала на остров своего агента Отто Финша, водрузившего германский флаг над северо-восточной частью острова Новая Гвинея и островом Новая Британия. В 1885 году лютеране и католики начали основывать на этой территории христианские миссии. Помимо миссионеров, из европейцев на этой территории присутствовали плантаторы, шахтёры и чиновники, но рост числа европейских переселенцев сдерживался тропическими болезнями и проблемами с транспортом. В 1909 году совместная германско-британская комиссия установила границу между Землёй Кайзера Вильгельма и британской (австралийской) колонией Территория Папуа, однако это было сделано лишь в прибрежной части острова .
После начала Первой мировой войны, в сентябре 1914 года германская часть острова Новая Гвинея была оккупирована австралийскими войсками. По окончании войны эта территория была официально передана Австралии и получила название Территория Новая Гвинея.